# Богатырёв, Василий Семёнович
Васи́лий Семёнович Богатырёв (август 1871, деревня Максимовка, Тверская губерния — 28 января 1941, Ленинград) — русский и советский скульптор, представитель петербургского академизма последних дореволюционных и первых советских десятилетий, ассоциируемый со школой Владимира Беклемишева; младший брат живописца Ивана Богатырёва.

## Биография
Родился в ноябре 1871 года в Максимовке Тверской губернии.
Ученик Академии художеств с 1893 по 1899 годы. 2 ноября 1899 года получил звание художника за статую «Сказка».
С 1900 года был заграничным пенсионером.
В 1908—1925 годах он жил и работал в Казани.
Член Товарищества передвижников с 1916 года, участвовал в их 45-й выставке (1917) с бюстом Николая Фешина.
Умер 28 января 1941 года в Ленинграде.

## Награды
- Был награждён орденами Российской империи: Св. Станислава и Св. Анны 3-й степени.